# Punteggio Neustadtl
Il Punteggio Neustadtl, conosciuto anche come Punteggio Sonneborn-Berger, è un modo alternativo di calcolare il punteggio negli scacchi. Viene spesso utilizzato come forma di spareggio tecnico nei tornei scacchistici, nel caso ci siano due o più giocatori a pari punteggio. Prende il nome da Hermann Neustadtl, che lo propose per primo in una lettera pubblicata dalla rivista "Chess Monthly" nel 1882.
Viene chiamato spesso Punteggio Sonneborn-Berger, sebbene tale denominazione sia errata, poiché William Sonneborn e Johann Berger lo criticavano aspramente; essi proposero anzi il loro sistema di punteggio, che però non era d'aiuto nei casi di pareggio, per cui non divenne mai popolare e non è a tutt'oggi utilizzato.
Il punteggio Neustadtl di un giocatore viene calcolato sommando i punteggi (tradizionali) dei giocatori che ha battuto più la metà dei punteggi (tradizionali) dei giocatori con cui ha pareggiato.

## Come funziona
A titolo di esempio, riportiamo qui la tabella con i risultati della finale dell'ottava edizione dei Campionati Mondiali di scacchi per corrispondenza (pt = punteggio tradizionale, pn= punteggio Neustadtl):
```
                  1 2 3 4 5 6 7 8 9 10 11 12 13 14 15  pt   pn
1.  Sloth         X ½ ½ 1 ½ ½ 1 1 ½  1  ½  1  1  1  1  11   69.5
2.  Zagorovsky    ½ X 0 ½ 1 ½ 1 1 1  ½  1  1  1  1  1  11   66.75
3.  Kosenkov      ½ 1 X ½ ½ ½ ½ ½ 1  1  ½  1  1  1  1  10½  67.5
4.  Khasin        0 ½ ½ X ½ 1 ½ 0 1  1  ½  1  ½  1  ½  8½   54.75
5.  Kletsel       ½ 0 ½ ½ X ½ ½ ½ ½  0  1  1  ½  1  1  8    53.5
6.  De Carbonnel  ½ ½ ½ 0 ½ X ½ ½ 0  1  ½  ½  0  1  1  7    45.25
7.  Arnlind       0 0 ½ ½ ½ ½ X ½ 1  0  ½  ½  1  1  ½  7    42.5
8.  Dunhaupt      0 0 ½ 1 ½ ½ ½ X 0  ½  1  0  1  ½  1  7    41.5
9.  Maedler       ½ 0 0 0 ½ 1 0 1 X  1  ½  ½  ½  ½  1  7    41.5
10. Estrin        0 ½ 0 0 1 0 1 ½ 0  X  1  1  1  0  1  7    40.5
11. Walther       ½ 0 ½ ½ 0 ½ ½ 0 ½  0  X  0  1  ½  1  5½   33.25
12. Boey          0 0 0 0 0 ½ ½ 1 ½  0  1  X  ½  ½  1  5½   28.5
13. Abramov       0 0 0 ½ ½ 1 0 0 ½  0  0  ½  X  ½  1  4½   24.75
14. Siklos        0 0 0 0 0 0 0 ½ ½  1  ½  ½  ½  X  1  4½   22.75
15. Nun           0 0 0 ½ 0 0 ½ 0 0  0  0  0  0  0  X  1    7.75
```

Com'è evidente, sia Jørn Sloth che Vladimir Zagorovsky terminarono con un punteggio tradizionale di 11/14, ma Sloth divenne campione del mondo di scacchi per corrispondenza per via del suo maggior punteggio Neustadtl.
Poiché potrebbe accadere che due o più giocatori abbiano lo stesso punteggio Neustadtl, occorrono ulteriori metodi per effettuare lo spareggio; tra i più comuni vi sono quello di estrapolare i risultati delle sole partite tra i giocatori a pari punti (detto metodo della classifica avulsa)  e quello di favorire il giocatore con il maggior numero di vittorie.

## Utilizzo
Mentre uno dei tornei internazionali più importanti ad utilizzare il punteggio Neustadtl è il Tata Steel, in alcuni tornei questa forma di spareggio tecnico non viene utilizzata. Spesso si preferisce usare la classifica avulsa o non effettuare proprio lo spareggio, dividendo il premio in palio tra i giocatori a pari merito.
Nei campionati nazionali o nei tornei validi per le qualificazioni ad altri tornei, si preferisce talvolta effettuare playoff di partite lampo tra i giocatori a pari merito. Il punteggio Neustadtl rimane tra i più comuni metodi di spareggio nei tornei con girone all'italiana, sebbene negli eventi in cui si utilizza il sistema svizzero viene preferito il confronto tra il punteggio Buchholz.